# Banyusari (Grabag)
Banyusari is een bestuurslaag in het regentschap Magelang van de provincie Midden-Java, Indonesië. Banyusari telt 4690 inwoners (volkstelling 2010).